# Илия (село)
Вижте пояснителната страница за други значения на Илия.
Илия е село в Западна България. То се намира в община Невестино, област Кюстендил.

## География
Село Илия се намира в планински район, областта Пиянец. Разположено е по източните склонове на върховете Езерник и Човеко, по западните, източните и южните склонове на височината Ветрова воденица.
Планирано е близо до село Илия да се изгради нов контролно-пропускателен пункт между България и Северна Македония.

## История
За първи път се споменава в регистър от 1576 г. като Кленовик, в което е влизало и съседното село Църварица.
При направени проучвания в голямата пещера „Радина пещера“ край село Илия се е установило, че е била населявана в края на каменномедната епоха и ранножелязната епоха. В областта са открити и материали от средния неолит и ранния неолит.
До селото има река, която се нарича Турската река. Тя се казва така, защото според местното предание който турчин я преминел животът ставал застрашен от живеещите българи до тази река. По време на османската власт в този район са се заселили малко преселници от Кюстендил. Те всъщност са търсели убежище, скрито в планината, за да не могат да ги открият турските власти. Така в този район до днес не се гледа с добро око на турците от малцината останали живи там.
До преди 10 ноември 1989 година в близост до селото всяка година се е правил събор на „Черната скала“. Там отиваха както местните и потомците им от цяла България, така и много жители от тогавашната Югославия.

## Население
Численост и дял на етническите групи според преброяването на населението през 2011 г.:
|                     | Численост | Дял (в %) |
| Общо                | 71        | 100,00    |
| Българи             | 71        | 100,00    |
| Турци               | 0         | 0,00      |
| Цигани              | 0         | 0,00      |
| Други               | 0         | 0,00      |
| Не се самоопределят | 0         | 0,00      |
| Неотговорили        | 0         | 0,00      |

## Културни и природни забележителности
- Пещера „Радина пещера“
- Параклис „Св. Илия“ с храмов празник на 20 юли. Събират се средства за възстановяването му. При кмета е отворена книга и всеки може да се запише, след като даде дарение за това благородно начинание.

- Параклис

## Личности
- Родени
  - Стоян Александров (1949 — 2020), финасист и банкер. Министър на финансите в правителството на Любен Беров. През 2003 г. е издигат от БСП като кандидат за кмет на София, но губи на втория тур от Стефан Софиянски.
  - Спас Панчев (р.1950), депутат от XLII народно събрание.[4]